# Piłka ręczna na Letnich Igrzyskach Olimpijskich Młodzieży 2010 – turniej chłopców
Turniej młodzieżowych igrzysk olimpijskich w piłce ręcznej chłopców podczas I Letnich Igrzysk Olimpijskich Młodzieży w Singapurze był pierwszym w historii i odbył się w dniach od 20 do 25 sierpnia 2010 roku. Do rywalizacji przystąpiło 6 drużyn, podzielonych na dwie grupy. W każdej z nich zmagania toczyły się systemem kołowym (tj. każdy z każdym, po jednym meczu), a po dwie najlepsze zespoły uzyskały awans do półfinału. Od tej fazy pojedynki przeprowadzane były systemem pucharowym (jedno spotkanie, przegrywający odpada, a zwycięzca kwalifikuje się do kolejnej fazy).

## Uczestnicy
| Afryka - Egipt Ameryka Południowa - Brazylia | Azja - Singapur (gospodarz) - Korea Południowa | Europa - Francja Oceania - Wyspy Cooka |

## Faza grupowa

### Grupa A

#### Tabela
| Zespół           | Pkt | M | W | R | P | G + | G - | +/-  |
| ---------------- | --- | - | - | - | - | --- | --- | ---- |
| Francja          | 4   | 2 | 2 | 0 | 0 | 97  | 40  | +57  |
| Korea Południowa | 2   | 2 | 1 | 0 | 1 | 106 | 43  | +63  |
| Wyspy Cooka      | 0   | 2 | 0 | 0 | 2 | 8   | 128 | -120 |

#### Wyniki spotkań
20 sierpnia 2010
| Wyspy Cooka | 4:58 (2:33) | Francja |

21 sierpnia 2010
| Korea Południowa | 70:4 (33:1) | Wyspy Cooka |

22 sierpnia 2010
| Francja | 39:36 (18:17) | Korea Południowa |

### Grupa B

#### Tabela
| Zespół   | Pkt | M | W | R | P | G + | G - | +/- |
| -------- | --- | - | - | - | - | --- | --- | --- |
| Brazylia | 3   | 2 | 1 | 1 | 0 | 84  | 38  | +46 |
| Egipt    | 3   | 2 | 1 | 1 | 0 | 81  | 38  | +43 |
| Singapur | 0   | 2 | 0 | 0 | 2 | 14  | 103 | -89 |

#### Wyniki spotkań
20 sierpnia 2010
| Singapur | 7:50 (2:21) | Egipt |

21 sierpnia 2010
| Brazylia | 53:7 (22:3) | Singapur |

22 sierpnia 2010
| Egipt | 31:31 (18:17) | Brazylia |

## Faza finałowa

### Półfinały
24 sierpnia 2010
| Francja | 21:22 (11:12) | Egipt |

24 sierpnia 2010
| Korea Południowa | 27:22 (13:10) | Brazylia |

### Mecz o 5. miejsce
23 sierpnia 2010
| Wyspy Cooka | 20:27 (10:15) | Singapur |

24 sierpnia 2010
| Singapur | 32:18 (17:8) | Wyspy Cooka |

### Mecz o 3. miejsce
25 sierpnia 2010
| Francja | 40:27 (23:12) | Brazylia |

### Finał
25 sierpnia 2010
| Egipt | 35:25 (13:13) | Korea Południowa |

## Klasyfikacja końcowa
| Miejsce | Zespół           |
| ------- | ---------------- |
|         | Egipt            |
|         | Korea Południowa |
|         | Francja          |
| 4       | Brazylia         |
| 5       | Singapur         |
| 6       | Wyspy Cooka      |